# Списак партизанских филмова
Овде се налази списак партизанских филмова, тј. филмова насталих са тематиком из Народноосолободилачке борбе.
|  |  |  |  |  |  |  |  |  |  |  |  |  |  |  |  |  |  |  |  |  |  |  |  |  |  |  |  |  |  |

## 1
- 13. јул

## А
- Абецеда страха
- Акција стадион

## Б
- Балкан експрес
- Бањица (ТВ серија)
- Барба Жване
- Бекства
- Берлин капут
- Бесмртна младост
- Била сам јача
- Битка на Неретви
- Бициклисти
- Бомба у 10 и 10
- Бомбаши
- Бошко Буха

## В
- Валтер брани Сарајево
- Велики транспорт
- Велики и мали
- Ветар је стао пред зору
- Врхови Зеленгоре

## Г
- Глуви барут

## Д
- Далеко је сунце
- Двобој за јужну пругу
- Девети круг
- Девојачки мост
- Девојка са Космаја
- Десант на Дрвар
- Десант на Дрвар
- Дечак Мита
- Диверзанти
- Дивљи ветар
- Другарчине
- Двоструки удар
- Двоструки обруч
- Две ноћи у једном дану

## Е
- Ешалон доктора М.

## Ж
- Жарки

## З
- Звезде су очи ратника
- Зимовање у Јакобсфелду

## И
- И то ће проћи
- Игмански марш

## J
- Једини излаз

## К
- Кад чујеш звона
- Кампо Мамула
- Капетан Леши
- Клопка за генерала
- Козара
- Коњух планином
- Кораци кроз магле
- Кота 905
- Краљевски воз
- Крвава бајка
- Крвави пут
- Кроз грање небо

## Л
- Лагер Ниш

## М
- Мајор Баук
- Мирко и Славко
- Мост

## Н
- Не окрећи се сине

## О
- Окупација у 26 слика
- Операција Београд
- Оркестар једне младости
- Орлови рано лете
- Отписани
- Осека
- Оковани шофери

## П
- Пад Италије
- Паклени оток
- Партизани
- Партизанска ескадрила
- Партизанске приче
- Пет минута раја
- Повратак отписаних
- Поглед у зјеницу сунца
- Последњи мост
- Последњи чин (ТВ серија)
- Потрага
- Прогон
- Прозван је и V-3
- Први сплитски одред

## Р
- Рафал у небо

## С
- Саша
- Саблазан
- Салаш у Малом Риту (филм)
- Свадба (филм)
- Сигнали над градом
- Славица
- Степенице храбрости
- Стићи пре свитања
- Сутјеска

## Т
- Трен
- Три

## У
- Ужичка република

## Х
- Хајка
- Хитлер из нашег сокака

## Ц
- Црвена земља
- Црвени коњ
- Црвени удар
- Црне птице

## Ш
- Широко је лишће
- Шолаја